# Route nationale 116 (Italie)
Pour les articles homonymes, voir Route nationale 116.
La route nationale 116 (SS 116, Strada statale 116 ou Strada statale "Randazzo-Capo d'Orlando") est une route nationale d'Italie, située en Sicile, elle relie Randazzo à Capo d'Orlando sur une longueur de 67,16 km et traverse deux provinces (la province de Catane et la province de Messine).

## Parcours

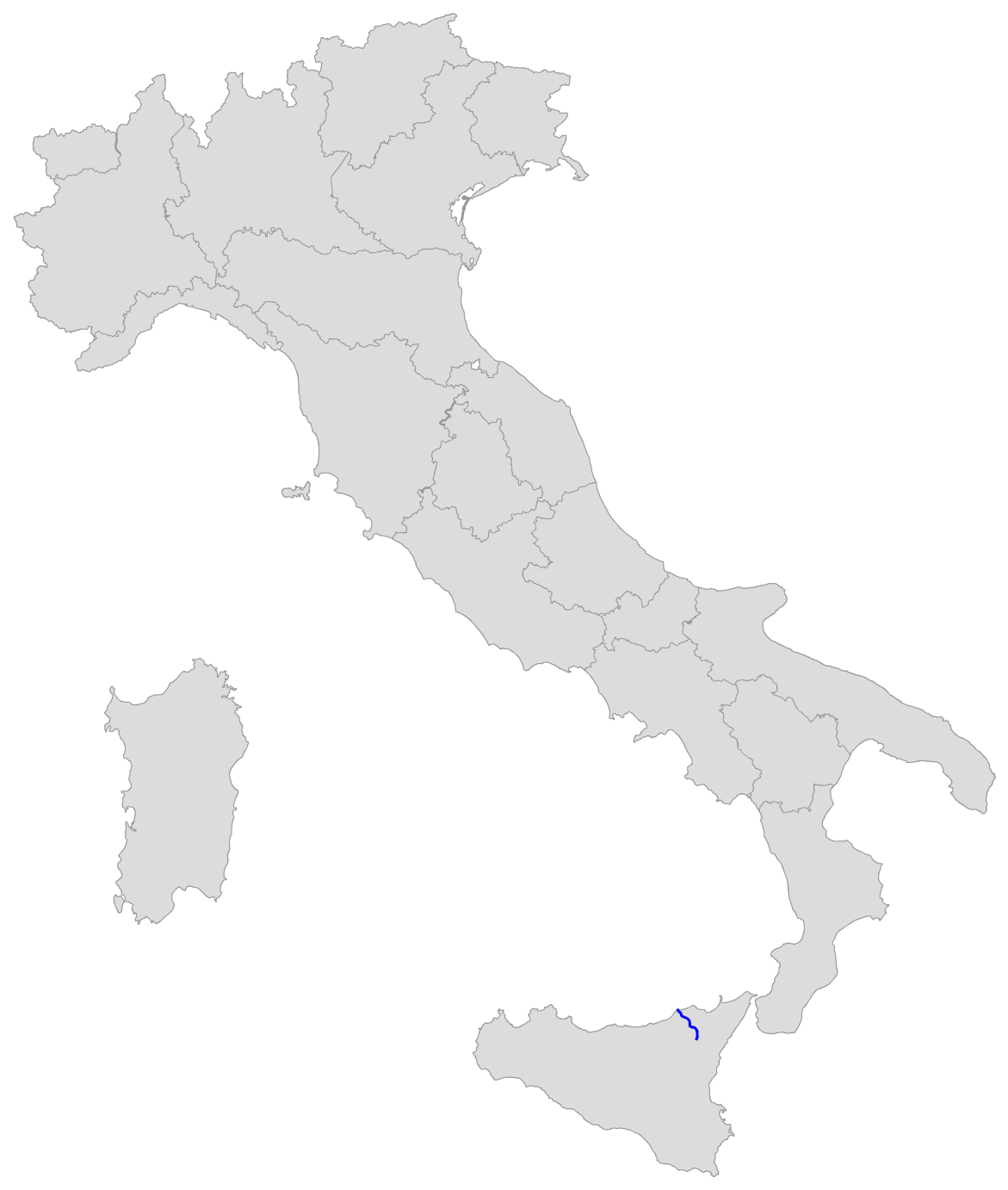
Parcours de la SS 116.